# Harold Bilinić
Harold Bilinić (Split, 7. kolovoza 1894. − Zagreb, 13. listopada 1984.) je bio hrvatski arhitekt. Bitna je osoba u konzervatorskim krugovima.

## Životopis
Rodio se je u Splitu. Arhitekturu 1922. diplomirao u Firenci. Projektirao je zgrade u Dubrovniku, Zagrebu, Splitu i dr. Stalno je surađivao s Ivanom Meštrovićem kad je ovaj imao graditeljske izvedbe (Pregradnja kuće i atelijera Meštrović, Mletačka 6,8 i 10, Zagreb, Meštrovićeve Crikvine-Kaštilac, Meštrovićev mauzolej u Otavicama, Spomenik Neznanom junaku i dr.). 
U konzervatorskim je krugovima bitna osoba jer je radio na poboljšanju konzervatorske prakse obnove kamenih građevina. Pod njegovim su nadzorom rekonstruirane neke zgrade (Gradska vijećnica u Šibeniku) i dr.

## Vanjske poveznice
- Harold Bilinić Hrvatska tehnička enciklopedija, portal hrvatske tehničke baštine. LZMK